# Hiliwaebu (Susua)
Hiliwaebu is een bestuurslaag in het regentschap Nias Selatan van de provincie Noord-Sumatra, Indonesië. Hiliwaebu telt 984 inwoners (volkstelling 2010).